# Byrgius (cratera)
Byrgius é uma cratera que se localiza na parte oeste da Lua, próximo ao limbo. Como resultado, Byrgius aparece muito oval em seu formato devido à sua diminuição à distância. A noroeste está a praticamente destruída cratera Lamarck. A borda de Byrgius é gasta e erodida, com Byrgius A se localizando sobre a borda leste e Byrgius D atravessando a noroeste. O solo é relativamente plano e não possui crateletas significantes. Byrgius A possui sua própria estrutura raiada que se estende por mais de 400 km.

## Crateras Satélite
Por  convenção essas formações são identificadas em mapas lunares por posicionamento da letra no local do ponto médio da cratera que é mais próximo de Byrgius.
| Byrgius | Latitude | Longitude | Diâmetro |
| ------- | -------- | --------- | -------- |
| A       | 24.5° S  | 63.7° W   | 19 km    |
| B       | 23.9° S  | 60.8° W   | 23 km    |
| D       | 24.1° S  | 67.1° W   | 27 km    |
| E       | 23.5° S  | 66.2° W   | 18 km    |
| H       | 23.7° S  | 62.4° W   | 27 km    |
| K       | 23.0° S  | 61.8° W   | 14 km    |
| N       | 22.3° S  | 63.1° W   | 20 km    |
| P       | 22.6° S  | 64.1° W   | 19 km    |
| R       | 26.5° S  | 60.7° W   | 7 km     |
| S       | 26.2° S  | 61.4° W   | 43 km    |
| T       | 25.1° S  | 61.5° W   | 5 km     |
| U       | 25.8° S  | 67.2° W   | 13 km    |
| V       | 26.0° S  | 67.8° W   | 9 km     |
| W       | 26.1° S  | 68.5° W   | 14 km    |
| X       | 25.7° S  | 65.4° W   | 6 km     |

### Obras em língua portuguesa
- Freitas Mourão, Ronaldo Rogério de (2008). Dicionário Enciclopédico de Astronomia e Astronáutica. Lexicon. ISBN 9788586368356

### Obras em língua inglesa
- Andersson, L. E.; Whitaker, E. A., (1982). NASA Catalogue of Lunar Nomenclature. [S.l.]: NASA RP-1097
- Blue, Jennifer (25 de julho de 2007). «Gazetteer of Planetary Nomenclature». USGS. Consultado em 5 de agosto de 2007
- B. Bussey; P. Spudis (2004). The Clementine Atlas of the Moon. New York: Cambridge University Press. ISBN 0-521-81528-2
- Cocks, Elijah E.; Cocks, Josiah C. (1995). Who's Who on the Moon: A Biographical Dictionary of Lunar Nomenclature. [S.l.]: Tudor Publishers. ISBN 0-936389-27-3
- McDowell, Jonathan (15 de julho de 2007). Lunar Nomenclature (Relatório). Jonathan's Space Report. Consultado em 24 de outubro de 2007
- Menzel, D. H.; Minnaert, M.; Levin, B.; Dollfus, A.; Bell, B. (1971). «Report on Lunar Nomenclature by The Working Group of Commission 17 of the IAU». Space Science Reviews. 12. 136 páginas
- Moore, Patrick (2001). On the Moon. [S.l.]: Sterling Publishing Co. ISBN 0-304-35469-4
- Price, Fred W. (1988). The Moon Observer's Handbook. [S.l.]: Cambridge University Press. ISBN 0521335000
- Rükl, Antonín (1990). Atlas of the Moon. [S.l.]: Kalmbach Books. ISBN 0-913135-17-8
- Webb, Rev. T. W. (1962). Celestial Objects for Common Telescopes 6th revision ed. [S.l.]: Dover. ISBN 0-486-20917-2
- Whitaker, Ewen A. (1999). Mapping and Naming the Moon. [S.l.]: Cambridge University Press. ISBN 0-521-62248-4
- Wlasuk, Peter T. (2000). Observing the Moon. [S.l.]: Springer. ISBN 1852331933